# Chaetostigmoptera montivaga
Chaetostigmoptera montivaga là một loài ruồi trong họ Tachinidae.